# Salutation au Soleil
 (mars 2021).
 (mars 2021).
La mise en forme du texte ne suit pas les recommandations de Wikipédia : il faut le « wikifier ».
Les points d'amélioration suivants sont les cas les plus fréquents. Le détail des points à revoir est peut-être précisé sur la page de discussion.
- Les titres sont pré-formatés par le logiciel. Ils ne sont ni en capitales, ni en gras.
- Le texte ne doit pas être écrit en capitales (les noms de famille non plus), ni en gras, ni en italique, ni en « petit »…
- Le gras n'est utilisé que pour surligner le titre de l'article dans l'introduction, une seule fois.
- L'italique est rarement utilisé : mots en langue étrangère, titres d'œuvres, noms de bateaux, etc.
- Les citations ne sont pas en italique mais en corps de texte normal. Elles sont entourées par des guillemets français : « et ».
- Les listes à puces sont à éviter, des paragraphes rédigés étant largement préférés. Les tableaux sont à réserver à la présentation de données structurées (résultats, etc.).
- Les appels de note de bas de page (petits chiffres en exposant, introduits par l'outil «  Source ») sont à placer entre la fin de phrase et le point final[comme ça].
- Les liens internes (vers d'autres articles de Wikipédia) sont à choisir avec parcimonie. Créez des liens vers des articles approfondissant le sujet. Les termes génériques sans rapport avec le sujet sont à éviter, ainsi que les répétitions de liens vers un même terme.
- Les liens externes sont à placer uniquement dans une section « Liens externes », à la fin de l'article. Ces liens sont à choisir avec parcimonie suivant les règles définies. Si un lien sert de source à l'article, son insertion dans le texte est à faire par les notes de bas de page.
- La présentation des références doit suivre les conventions bibliographiques. Il est recommandé d'utiliser les modèles {{Ouvrage}}, {{Chapitre}}, {{Article}}, {{Lien web}} et/ou {{Bibliographie}}. Le mode d'édition visuel peut mettre en forme automatiquement les références.
- Insérer une infobox (cadre d'informations à droite) n'est pas obligatoire pour parachever la mise en page.

Pour une aide détaillée, merci de consulter Aide:Wikification.
Si vous pensez que ces points ont été résolus, vous pouvez retirer ce bandeau et améliorer la mise en forme d'un autre article.
Cette page contient des caractères et des mots Sanskrit comme सू ou र  . En cas de problème, consultez l’article Sanskrit ou testez votre navigateur.

Animation

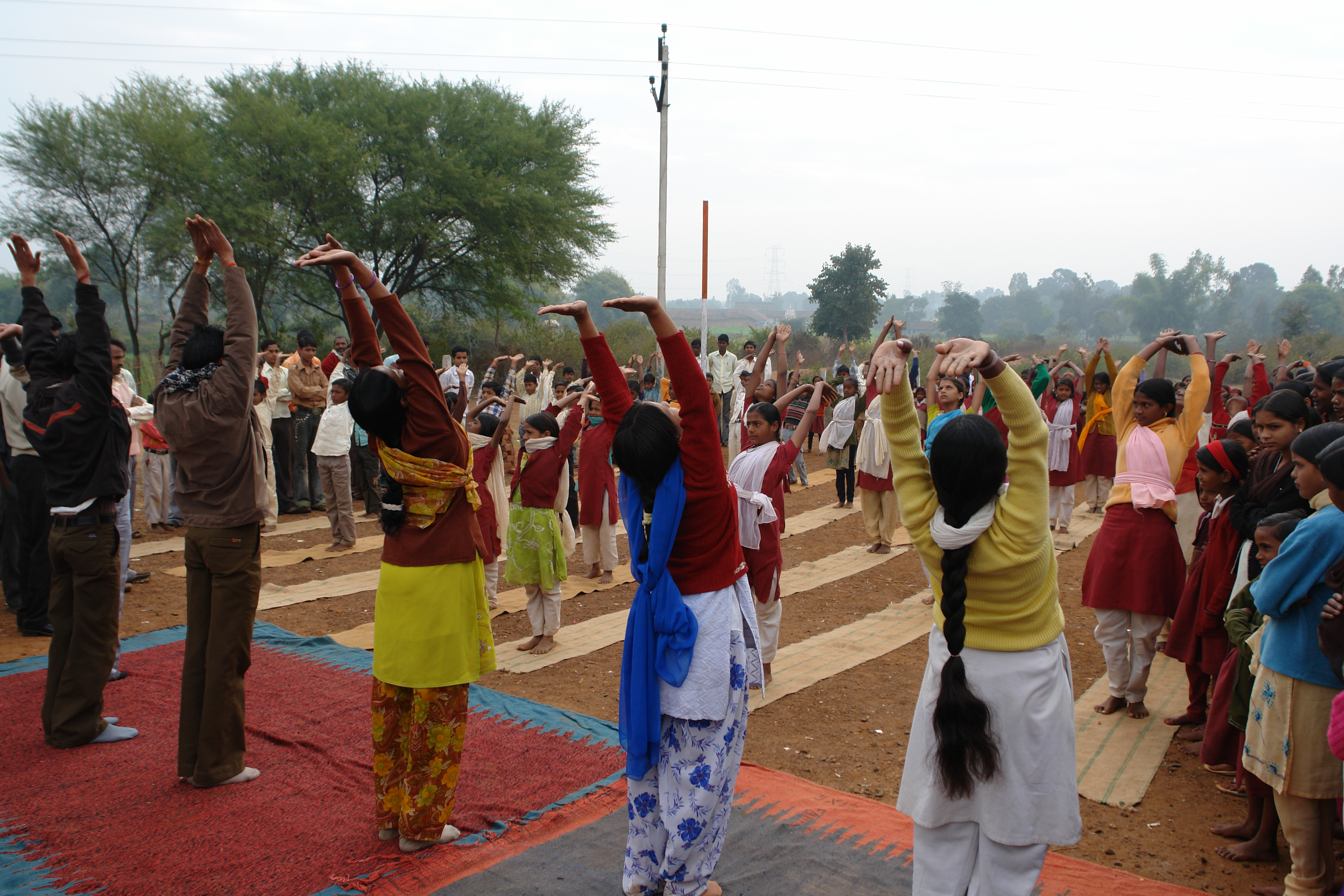
La Salutation au Soleil dans une école indienne

La Salutation au Soleil (devanāgarī: सूर्यनमस्कार. Sanskrit translittéré: Sūryanamaskāra, Sūrya soleil et Namaskāra salutation) est un enchaînement de postures (āsana) pratiqué dans le Haṭha Yoga. Il s'agit d'une salutation dans laquelle le pratiquant s'incline face au soleil levant (de nam, s'incliner). 
Sūryanamaskāra est donc généralement traduit par salutation au soleil, salutation respectueuse au soleil ou prière solaire. La Salutation au Soleil est régulièrement pratiquée dans de nombreuses écoles indiennes.

## Le rituel d'origine
À l'origine, la Salutation au Soleil est un rituel du matin, en l'honneur du soleil levant qui va apporter son énergie à la terre, bien qu'il soit possible de pratiquer la série à tout moment de la journée. Pratiquée quinze à vingt minutes par jour, la Salutation au Soleil est parfois considérée comme équivalente à une séance de yoga complète.
Sūrya est le dieu-soleil des Veda qui, comme Apollon dans la mythologie grecque, conduit une paire de chevaux célestes. Pour de nombreux yogin en Inde, la Salutation au Soleil est un hommage à Sūrya et n'est pas vue comme un exercice physique. Ainsi, selon Sri Pattabhi Jois, il serait recommandé de prier le dieu Sūrya avant d'exécuter la Salutation au Soleil Le Rāja d'Aundh écrivait à ce propos que les Hindous et les Parsis considèrent la Salutation au Soleil comme un devoir religieux alors que de nombreuses personnes la voient comme un exercice pour la santé qui contient une forme de rite religieux.

## Composition
La Salutation au Soleil est une composition dynamique de mouvements et de positions (appelées āsana) effectuées dans un certain ordre et en corrélation avec la respiration. La séquence se déroule de telle manière que le dos s'incline alternativement en avant et en arrière.
La concentration et la participation active de la conscience sont également mises en avant.
En fait, il est plus juste de parler d'une salutation au soleil plutôt que de la Salutation au Soleil, puisqu'il existe des variations possibles dans la succession des postures.
La Salutation au Soleil est pratiquée avec des intentions différentes, depuis un simple exercice de gymnastique, purement physique, jusqu'à une pratique méditative complète dans laquelle les āsana sont combinés avec le prāṇāyāma et l'utilisation de mantra et en rapport avec les chakra. Cette dernière approche est celle d'une sâdhana.
| Ordre   | Asana                       | Sanskrit                | Pranayama   | Photo |
| ------- | --------------------------- | ----------------------- | ----------- | ----- |
| 1 et 12 | Posture de salutation       | Pranamasana (it)        | expiration  |       |
| 2 et 11 | Demi-Pince                  | Urdva Hastasana         | inspiration |       |
| 3 et 10 | Pince Debout                | Uttanasana              | expiration  |       |
| 4 et 9  | Crocodile                   | Godhapitham (nl)        | inspiration |       |
| 5 et 8  | Chien tête en bas           | Adho Mukha Svanasana    | rétention   |       |
| 6       | Salutation des Huit membres | Ashtanga Namaskara (en) | expiration  |       |
| 7       | Chien tête en haut          | Urdhva Mukha Svanasana  | inspiration |       |
L'ordre des āsana ci-dessus est une des variations de l'exécution d'une Salutation au Soleil. D'autres variations utilisent généralement les mêmes āsana, mais parfois un âsana est remplacé par un autre. Une modification possible est celle enseignée par Swami Sivananda dans les années 1950 à Rishikesh : l'inclinaison en arrière est plus forte pendant le Hasta Uttanâsana et  au lieu de Godhapitham il préconise Ashwa sanchalanasana (it). Il remplace également Ûrdhva Mukha Svanâsana par Bhujangâsana.
Le Rāja d'Aundh, lui, remplace Godhapitham par Ashva Sanchalanāsana et ne préconise pas le second et dernier âsana, Hasta Uttanâsana. De cette manière, il fait un cycle de dix āsana au total. Comme le premier et dernier âsana sont effectués en une fois, le rythme de respiration est constitué de trois aspirations, rétentions et expirations. Selon le rāja, la respiration rythmique est le secret de la puissance d'une Salutation au Soleil.
La popularité de cette série serait due au développement de ashtānga vinyasa yoga pour Tirumalai Krishnamacharya et Pattabhi Jois puisque cette pratique repose sur les postures de yoga. Il existe deux séries différentes pour la salutation au soleil, en ashtānga vinyasa yoga dite salutations A et B.
Elles comportent une succession des postures suivantes :
- Sūrya Namaskāra A: Tadāsana, Vrkshāsana, Uttanāsana A, Uttanāsana B, Chaturanga Dandāsana, Ûrdhva Mukha Svanāsana, Adhomukha Svanāsana, Uttanāsana B, Uttanāsana A, Vrkshāsana et Tadāsana.
- Sūrya Namaskāra B: Utkatâsana, Uttanāsana A, Uttanāsana B, deux fois Chaturanga Dandāsana & Ûrdhva Mukha Svanâsana & Adhomukha Svanâsana & Godhapitham et donc Chaturanga Dandāsana, Ûrdhva Mukha Svanāsana, Adhomukha Svanâsana, Uttanāsana B, Uttanāsana A et Utkatâsana[4].

Une variante de ce genre de yoga s'appelle Poweryoga et propose les mêmes salutations mais il existe en fait de nombreuses salutations au soleil. Au milieu des années 1990, dix-sept compositions différentes avaient été recensées Une autre variante est la Salutation à la Lune. Elle se pratique habituellement en fin de journée, afin de saluer la lune.

### Transitions entre les āsana
Les mouvements de la tête et des yeux vont d'avant en arrière à chaque changement de posture, si bien que le menton, par exemple, touche la poitrine au moment de Uttanâsana. Pour que la succession des postures soit fluide, il existe des postures intermédiaires dans la Salutation au Soleil. Entre Hasta Uttanâsana et Uttanâsana, les bras ne sont pas tendus mais fléchis et les coudes sont proches de la tête. On procède ainsi afin d'amener les bras dans une courbe d'arrière en avant jusqu'aux pieds, si bien qu'on peut arriver de façon harmonieuse à Uttanâsana. Ensuite on résout la difficulté d'amener le pied en avant en prenant la posture Ashva Sanchalanâsana jusqu'à ce que le corps soit prêt pour la posture de Phalakâsana (nl).
Dans certaines écoles, on modifie Ashtânga Namaskâra. En poweryoga, par exemple, il est pratiqué avec un mouvement de plongée gracieuse. C'est une variante stimulante qui demande une physiologie résistante et un bon rythme cardiaque.

### Rythme
Un cycle complet de Salutation au Soleil consiste en deux jeux de douze āsana, un cycle commençant à gauche et l'autre à droite. Selon André Van Lysebeth, la Salutation au Soleil ne devrait pas être pratiquée aussi lentement que les âsanas séparés, mais plus rapidement. Pour bien pratiquer les différentes postures, il serait nécessaire de travailler chaque posture séparément tous les jours. Un débutant ne devrait pas être trop ambitieux et devrait commencer avec quinze Salutations au Soleil en cinq minutes, nombre qui peut être augmenté à quarante en dix minutes après six mois.

## Pratiquer de manière responsable
Les exercices peuvent se pratiquer avec douceur durant les cinq premiers mois de la grossesse.
Quand un pratiquant ne se sent pas bien dans une posture ou quand elle lui semble trop difficile, il est important de ne pas la "forcer". Le yoga n'est pas une compétition sportive. Lors d'une résistance, il vaut mieux se détendre et reprendre ensuite. Il est d'ailleurs toujours possible de ne pas faire l'exercice complètement. En effet, dans la pratique du yoga, la détente est un aspect important.

## Prāṇāyāma

Respiration diaphragmatique

Pendant la Salutation au Soleil, on pratique la respiration complète[Quoi ?]. Selon Van Lysebeth, quelqu'un qui a des difficultés avec la respiration complète peut la restaurer par le shavasana, posture "couché sur le dos". Une autre méthode est de faire la posture de la table (paumes, genoux et orteils en terre et la face vers le sol). Pour ce faire, on commence par vider les poumons complètement, en rétractant les muscles abdominaux et en les relâchant à la fin. L'inspiration revient ensuite : le ventre qui se tend, les côtes s'écartent latéralement, le sternum se projette vers l'avant enfin, les clavicules s'élèvent et s'écartent. L'expiration s'effectue dans l'autre sens, les clavicules s'abaissent, les côtes se rapprochent et le ventre se rétracte à nouveau en se détendant. La respiration doit être fluide, sans heurt.
La respiration abdominale permet de réapprendre la respiration complète. Chez certaines personnes, ces exercices peuvent provoquer des douleurs dorsales dues principalement à l'accentuation de la cambrure lombaire. Pour les éviter, il est alors recommandé de pratiquer cette respiration couché sur le dos, ce qui immobilise la colonne vertébrale dans une position neutre. Selon le professeur de prāṇāyāma et d'Aikido Aalt Aalten, de l'académie de Yoga néerlandaise, les douleurs dorsales seraient dues à la respiration abdominale, puisque l'attention va au ventre pendant l'exercice de respiration et que toute la partie inférieure du tronc s'étire si la respiration est bien exécutée. C'est pourquoi Aalten préconise la respiration du bassin inférieur où l'attention se porte vers le bas du bassin en conséquence de quoi le dos reste droit et les douleurs dorsales sont évitées.
Dans le ashtānga vinyasa yoga on ne pratique pas la respiration complète, mais le Ujjayi. Ce prāṇāyāma est une respiration qui fournit plus d'oxygène dans le sang, une sorte d'hyperventilation. Cette respiration délivre beaucoup d'énergie calorique et le corps produit une grande quantité de chaleur.

## Mantra et chakra
La récitation des mantras, ou bien des sons comme la syllabe Om̐, n'est pas pratiquée dans toutes les écoles de yoga. Selon le Rāja d'Aundh, les mantra seraient pour certains occidentaux, obscurs, puérils ou vides de sens, mais il les recommande cependant car les cordes vocales profiteraient des mouvements comme tous les autres muscles du corps. Dans cette pratique, on récite les bîja-mantra avant d'énoncer les six mantras séparément. Ensuite, on répète six paires de deux mantras, aux termes de quoi om est répété une fois seulement. Puis on continue avec six groupes de quatre mantras, etc. Ces mantras sont produits chaque fois dans les moments de repos entre les postures de la Salutations au Soleil. Une option supplémentaire serait d'y ajouter les mantras des douze noms du soleil en Sanskrit, ce qui rallonge les temps de repos.
D'autres traditions de yoga associent cinq – ou sept – chakra à la Salutation au Soleil. La méthode consiste à diriger l'attention sur certains chakras. Certains se rencontrent plus d'une fois, comme Vishuddha. Mais Mūlādhāra et Sahasrāra ne font pas partie de la série.
Certains des yogis qui chantent les mantra et visualisent les chakra pendant la pratique de la Salutation Solaire le font au début de chaque cycle de douze āsana successifs.
|                                                   | Mantra        | Mantra                                                                             | Chakra                        |
| Bija *                                            | Salutation    |                                                                                    | Chakra                        |
| ------------------------------------------------- | ------------- | ---------------------------------------------------------------------------------- | ----------------------------- |
| 1                                                 | om hrām ॐ ह्रां  | Salutation à celui qui est affectueux pour tous om mitrāya namaḥ ॐ मित्राय नमः         | chakra du cœur Anahâta        |
| 2                                                 | om hrīm ॐ ह्रीं  | Salutation à celui qui est la cause du changement om ravaye namaḥ ॐ रवये नमः         | chakra de la gorge Vishuddha  |
| 3                                                 | om hrūm ॐ ह्रूं  | Salutation à celui qui fait naître l'activité om sūryāya namaḥ ॐ सूर्याय नमः           | chakra du pubis Svadhishthana |
| 4                                                 | om hraim ॐ ह्रैं | Salutation à celui qui diffuse la lumière om bhānave namaḥ ॐ भानवे नमः                | chakra du troisième œil Ājñā  |
| 5                                                 | om hraum ॐ ह्रौं | Salutation à celui qui se déplace dans le ciel om khagāya namaḥ ॐ खगाय नमः           | chakra de la gorge Vishuddha  |
| 6                                                 | om hraḥ ॐ ह्रः  | Salutation à celui qui nourrit tout om puṣṇe namaḥ ॐ पूष्णे नमः                        | chakra solaire Maṇipûra       |
| 7                                                 | om hrām ॐ ह्रां  | Salutation à celui contient tout om hiraṇya garbhāya namaḥ ॐ हिरण्यगर्भाय नमः           | chakra du pubis Svadhishthana |
| 8                                                 | om hrīm ॐ ह्रीं  | Salutation à celui qui possède des rayons om marīcaye namaḥ ॐ मरीचये नमः              | chakra de la gorge Vishuddha  |
| 9                                                 | om hrūm ॐ ह्रूं  | Salutation au fils d'Aditî om ādityāya namaḥ ॐ आदित्याय नमः                            | chakra du troisième œil Ājñā  |
| 10                                                | om hraim ॐ ह्रैं | Salutation à celui qui produit tout om savitre namaḥ ॐ सवित्रे नमः                     | chakra du pubis Svadhishthana |
| 11                                                | om hraum ॐ ह्रौं | Salutation à celui qu'il est bon d'adorer om arkāya namaḥ ॐ अर्काय नमः                | chakra de la gorge Vishuddha  |
| 12                                                | om hraḥ ॐ ह्रः  | Salutation à celui qui est la cause de la splendeur om bhāskarāya namaḥ ॐ भास्कराय नमः | chakra du cœur Anahâta        |
| * Ces Om̐-bîjas n'ont pas de signification propre. |               |                                                                                    |                               |

## Actions sur le corps et l'esprit
On trouve dans à peu près tous les livres de yoga anciens et contemporains des commentaires sur l'action positive que le yoga aurait sur le corps et l'esprit,,,,,,.
On trouve des mentions de la salutation du soleil pour la santé dans les écrits de William Taylor en 1860 à Madras. Dans un catalogue, il mentionne un livre de 71 pages avec le titre Tricha Calpa Vidhi, dans lequel Shankara détaille diverses manières de saluer au soleil. L'une d'entre elles porte les douze noms du soleil qui correspondent aux signes du Zodiaque. Shankara écrivait que le but de ces salutations était la guérison de la maladie. Selon Taylor, on disait en ce temps-là que ces rituels provenaient de l'Âditya Puranam.

### Rāja d'Aundh
« Certaines personnes pensent qu'elles jouiraient plus de la vie si elles gagnaient plus.
Elles n'arrivent pas à penser qu'elles pourraient gagner plus si elles jouissaient plus de la vie. »

— Râja d'Aundh (avant 1938)
Bala Sahib, le Rāja d'Aundh (1909-1947), était en son temps le grand promoteur de la diffusion de la Salutation au Soleil. Il était convaincu de sa valeur et l'introduisait dans l'enseignement d'Aundh et encourageait ses élèves à pratiquer la Salutation au Soleil quotidiennement. Il y a des critiques qui doutent de l'origine antique de la Salutation au Soleil et pensent que la série est une invention de ce Râja.
Le Rāja d'Aundh a publié Ten Point Way to Health en 1938, dans lequel il affirme que la Salutation au Soleil a des effets positifs sur la santé. Mais sa valeur réside dans une pratique régulière et non pas occasionnelle.
Entre autres, les mouvements du bas-ventre permettraient de fortifier la digestion et de lutter contre la constipation, le massage des organes de l'intestin réprimerait la stagnation de sang dans le bas-ventre. L'action sur le système musculaire permettrait la fortification des muscles de la hanche tout en prenant soin que les organes restent à leur place. Au niveau mental, la pratique régulière agirait sur les symptômes suivants : surexcitation, palpitation et peur. En outre, la Salutation aurait une influence positive sur le sommeil et la mémoire.

## Histoire

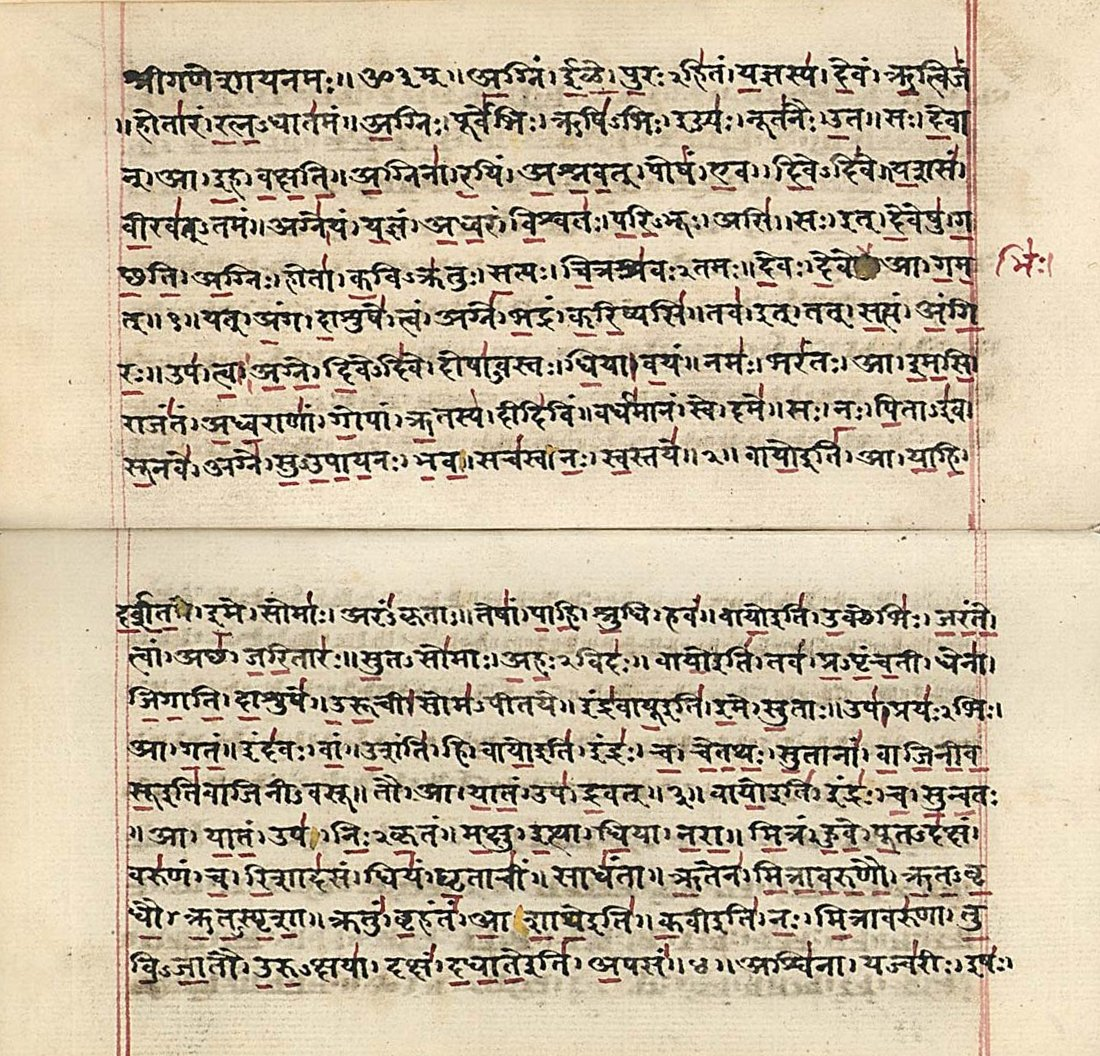
Rig-Veda, exemplaire en Devanāgarī au début de XIXe siècle.

La prosternation au soleil était décrite dans le Ṛig-Veda où le nom Sûrya Namaskâra était déjà employé. La salutation au soleil y était décrite comme une manière d'obtenir la santé et la prospérité. Le mantra suivant s'utilise pour honorer Sûrya, le Dieu du Soleil, en hindouisme :
| आ कृष्णेन् रजसा वर्तमानो निवेशयन्न अमृतं मर्त्यं च । | Approchant à travers le firmament obscur, pendant que les immortels et les mortels se reposent.     |
| हिरण्ययेन सविता रथेना देवो याति भुवनानि पश्यन ॥     | Savitar, le dieu qui regarde toute créature vient, porté par sa paire de chevaux à l'attelage d'or. |
| Ṛig-Veda, Maṇḍala 1, Sûkta 35        | |

La vénération du soleil est un aspect de plusieurs cultures du monde, comme celles des anciens Egyptiens et des Perses. Pour le Grec Platon le soleil symbolise le bien et pour François d'Assise vers 1224, le Cantique de frère soleil, est un chant de louange au soleil. Les indiens Sioux prient au lever et au coucher du soleil, les bras tendus vers le haut. Le 2 mars 1956, cette prière a été pratiquée dans 134 pays différents,.
Les premières mentions de la salutation au soleil comme exercice de gymnastique datent de la fin du XIXe siècle.

### Âsanas et exercices tandem
On trouve une mention de l'Âdhomukha Svanâsana dans Mallapûrana qui date d'avant 1750.Bhujangâsana est mentionné parmi les 32 âsanas les plus importants de Gheranda Saṃhitā, l'un des trois textes classiques de hatha yoga dont l'exemplaire le plus ancien remonte à l'an 1802 et qui décrit le yoga de l'Inde du nord-est. 
Dans l'iconographie Srîtattvanidhi, réalisée pour l'ordre de Krishnarâja Odeyâr III (1799-1868) afin de consigner la connaissance de l'hindouisme d'alors, sont décrits différents âsanas parmi lesquels figure la Salutation au Soleil. On y retrouve Sarpâsana (Bhujangâsana), Gajâsana (Âdhomukha Svanâsana) et Uttanasana. En outre, on y décrit des séries d'âsanas effectuées en tandem qui ont quelques similitudes avec la Salutation au Soleil. Exercices tandem on retrouve dans les cinq tibétains, une série des exercices qui sont décrits dans le livre Les 5 tibétains: Secrets de jeunesse et de vitalité de Peter Kelder.

### Salutation au Soleil comme série de yoga
La Salutation au Soleil, décrite non plus seulement comme un rituel mais comme une série du yoga, date de 1896 dans le livre de Bhagavat Simhaji A Short History of Aryan medical science. Il y écrit : "Il y a diverses méthodes d'exercice physique, dans la maison et à l'extérieur. Mais certains Hindous réservent une partie de leur vénération journalière pour faire des salutations au soleil. Cette méthode d'adoration leur permet une activité musculaire qui prend certainement la place de l'exercice physique habituel."
Selon certains récits dans l'État de Maharashtra, Shivaji, Samarth Ramdas et les Marâthî ont pratiqué la Salutation au Soleil comme exercice physique.
Le Râja d'Aundh écrivait dans son livre que la Salutation au Soleil est enracinée dans les traditions séculaires mais qu'il y a apporté quelques améliorations, surtout pour les muscles de l'abdomen et des membres. De plus, il associait le rythme de la respiration à la position du corps pour chaque âsana. Selon le Râja, la série symbolise le cycle complet de l'histoire humaine, à partir du jardin d'Éden. Il reconnaît dans les postures le presseur de raisin, une femme qui accouche, un guerrier, une femme qui bouge le bassin, un fermier qui récolte, une mère protectrice, et une personne en prière.